# Hadena stenoptera
Hadena stenoptera là một loài bướm đêm trong họ Noctuidae.